# Prokhindiada, ili Beg na meste
Pour plus de détails, voir Fiche technique et Distribution.
Prokhindiada, ili Beg na meste (Прохиндиада, или Бег на месте) est un film soviétique réalisé par Viktor Tregoubovitch, sorti en 1984,.

## Fiche technique
- Photographie : Valeri Mioulgaut
- Musique : Alekseï Rybnikov
- Décors : Vladimir Kostin, Galina Antipina
- Montage : Margarita Chadrina